# Antoninův val

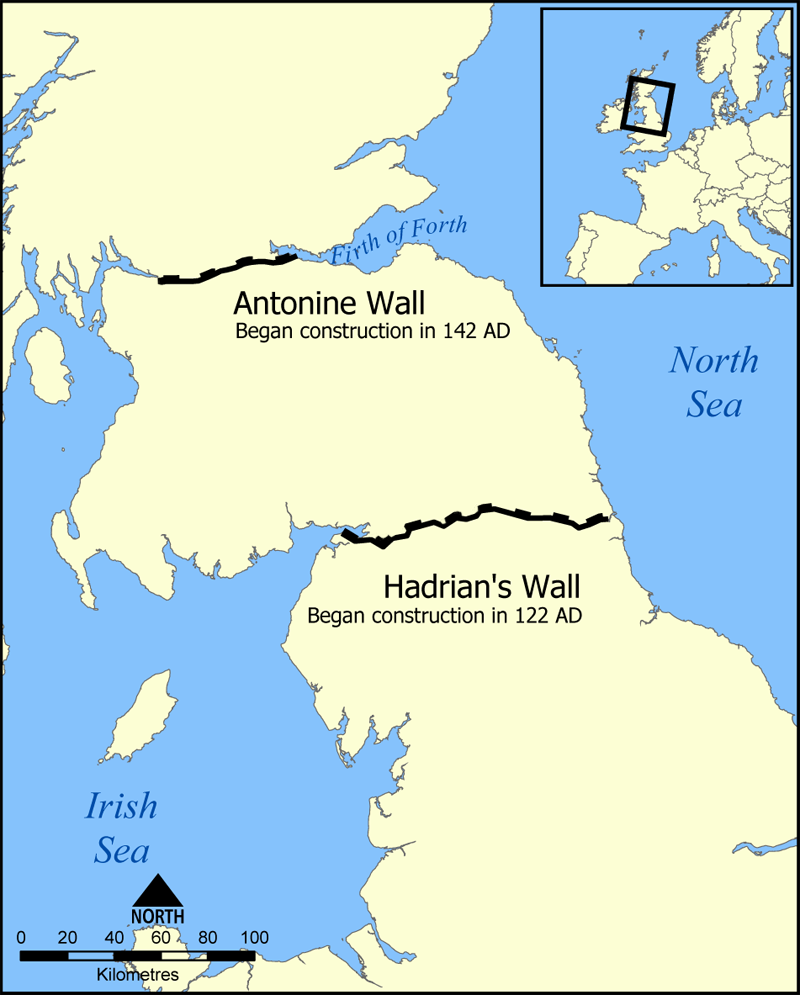
Poloha Hadriánova a Antoninova valu

Antoninův val, někdy taky Severův val (latinsky Vallum Antonini, anglicky Antonine Wall), je systém opevnění, který nechal zbudovat napříč Skotskem římský císař Antoninus Pius. Jeho stavba byla zahájena v roce 142 (dokončena v roce 144). Val byl dlouhý šedesát kilometrů, od dnešního Old Kilpatricku v ústí řeky Clyde, asi osm kilometrů severozápadně od Glasgow, po Carriden u Bo'ness ve Firth of Forth, asi třicet kilometrů západně od Edinburghu. Měl nahradit téměř dvakrát delší Hadriánův val, ležící 160 kilometrů jižněji, a vytvořit tak novou hranici provincie Britannia. Tyto plány se však nakonec nepodařilo naplnit. Římané nedokázali zpacifikovat území mezi oběma valy obývané piktskými a keltskými kmeny a po dvaceti letech Antoninův val opustili a stáhli se k Hadriánovu valu. Císař Septimius Severus se ho v roce 208 pokusil obnovit, avšak tento pokus skončil ještě dříve než předchozí, a to definitivním opuštěním valu.
V roce 2008 byly pozůstatky valu přidány na seznam světového kulturního dědictví UNESCO do položky společně s Hadriánovým valem v Anglii a Hornogermánským a raetským limitem v Německu.

## Stavba

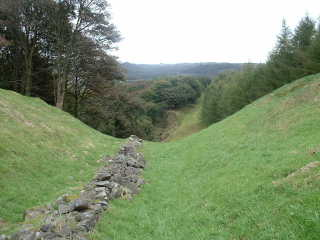
Antoninův val u Bar Hill nedaleko Twecharu

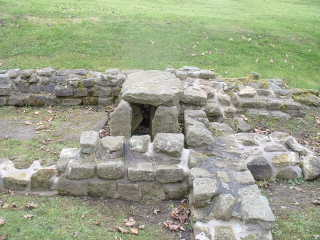
Zbytky římského opevnění Antoninova valu

Antoninův val byl postaven méně precizně než Hadriánův val, ale i tak bylo jeho dokončení v chladné a nepřátelské oblasti za pouhé dva roky velkým výkonem. Val byl většinou tvořen hliněným náspem asi 4 metry vysokým, s širokým příkopem na severní straně valu. Na jižní straně probíhala vojenská cesta. Římané původně plánovali budovat pevnosti po šesti mílích, ale vzdálenost byla nakonec zmenšena na dvě míle. Podél valu tak stálo celkem devatenáct pevností. Nejlépe zachovanou pevností je Rough Castle Fort, ačkoliv původně patřila mezi jednu z nejmenších staveb.
Oblast severně od Antoninova valu Římané označovali jako Kaledonii, ačkoliv někdy tento termín zahrnoval již území severně od Hadriánova valu. Římanům se podařilo zbudovat přechodné pevnosti a vojenské tábory severně od valu, ale neporazili Pikty obývající severní území, a tak Antoninův val trpěl četnými útoky.

## Opuštění valu
Val byl opuštěn po 20 letech – v roce 164 se římské legie stáhly na úroveň Hadriánova valu. V roce 197 trpěla hranice sérií útoků, a tak v roce 208 přijel do Skotska císař Septimius Severus, aby zabezpečil hranici. Antoninův val byl opraven a znovu obsazen Římany, ačkoliv jen na několik let. Během tohoto druhého obsazení byl val také někdy nazýván Severovým valem.